# Fußball-Karibikmeisterschaft 2014
Der Caribbean Cup 2014 war die 17. Ausspielung der Fußball-Karibikmeisterschaft. Der Wettbewerb begann mit der ersten Runde der Qualifikation am 30. Mai 2014. Die Endrunde fand vom 11. bis 18. November auf Jamaika statt.
Die vier besten Mannschaften dieses Turniers qualifizierten sich für den CONCACAF Gold Cup 2015. Neben dem Sieger Jamaika waren dies Trinidad und Tobago, Haiti und Kuba. Der Sieger des Turniers qualifizierte sich außerdem für die Copa América Centenario 2016.

## Spielort
Alle Spiele fanden im Montego Bay Sports Complex in Montego Bay statt, der größten Stadt des Bezirks Saint James.

## Qualifikation
Insgesamt hatten 25 Mannschaften für den Wettbewerb gemeldet. Titelverteidiger Kuba und Gastgeber Jamaika waren ohne Qualifikation für die Endrunde gesetzt. Die übrigen 24 Mannschaften ermittelten in einer vorgeschalteten Qualifikation in zwei Vorqualifikationsgruppen (Gruppen 1 und 2), vier Erstrundengruppen (Gruppen 3 bis 6) und drei Zweitrundengruppen (Gruppen 7 bis 9) sechs weitere Endturnierteilnehmer. Alle waren Mitglieder der Caribbean Football Union, einer regionalen Unterorganisation der CONCACAF.
| Team                | Qualifikation    | Teilnahmen | Größter Erfolg                                          | FIFA-Rang bei Beginn des Turniers |
| ------------------- | ---------------- | ---------- | ------------------------------------------------------- | --------------------------------- |
| Jamaika             | Gastgeber        | 15         | Sieger (1991, 1998, 2005, 2008, 2010)                   | 112                               |
| Kuba                | Titelverteidiger | 11         | Sieger (2012)                                           | 113                               |
| Trinidad und Tobago | Sieger Gruppe 7  | 18         | Sieger (1989, 1992, 1994, 1995, 1996, 1997, 1999, 2001) | 49                                |
| Antigua und Barbuda | Zweiter Gruppe 7 | 8          | vierter Platz (1998)                                    | 70                                |
| Haiti               | Sieger Gruppe 8  | 9          | Sieger (2007)                                           | 93                                |
| Französisch-Guayana | Zweiter Gruppe 8 | 3          | Gruppenphase (1995, 2012)                               | kein FIFA-Mitglied                |
| Martinique          | Sieger Gruppe 9  | 13         | Sieger (1993)                                           | kein FIFA-Mitglied                |
| Curaçao             | Zweiter Gruppe 9 | 3          | vierter Platz (1989)                                    | 147                               |

## Gruppenphase

### Gruppe A
| Pl. | Verein              | Sp. | S | U | N | Tore    | Diff. | Punkte |
| --- | ------------------- | --- | - | - | - | ------- | ----- | ------ |
| 1.  | Trinidad und Tobago | 3   | 2 | 1 | 0 | 007:400 | +3    | 07     |
| 2.  | Kuba                | 3   | 1 | 2 | 0 | 004:300 | +1    | 05     |
| 3.  | Französisch-Guayana | 3   | 1 | 1 | 1 | 007:600 | +1    | 04     |
| 4.  | Curaçao             | 3   | 0 | 0 | 3 | 005:100 | −5    | 0      |

|                     |   |                     |           |
| 11. November        |   |                     |           |
| Curaçao             | – | Trinidad und Tobago | 2:3 (1:2) |
| Kuba                | – | Franz. Guyana       | 1:1 (0:0) |
| 13. November        |   |                     |           |
| Trinidad und Tobago | – | Franz. Guyana       | 4:2 (1:0) |
| Curaçao             | – | Kuba                | 2:3 (1:1) |
| 15. November        |   |                     |           |
| Franz. Guyana       | – | Curaçao             | 4:1 (3:0) |
| Kuba                | – | Trinidad und Tobago | 0:0       |

### Gruppe B
| Pl. | Verein              | Sp. | S | U | N | Tore    | Diff. | Punkte |
| --- | ------------------- | --- | - | - | - | ------- | ----- | ------ |
| 1.  | Jamaika             | 3   | 2 | 1 | 0 | 006:100 | +5    | 07     |
| 2.  | Haiti               | 3   | 1 | 1 | 1 | 005:400 | +1    | 04     |
| 3.  | Martinique          | 3   | 1 | 1 | 1 | 003:400 | −1    | 04     |
| 4.  | Antigua und Barbuda | 3   | 0 | 1 | 2 | 002:700 | −5    | 01     |

|                     |   |                     |           |
| 12. November        |   |                     |           |
| Haiti               | – | Antigua und Barbuda | 2:2 (2:0) |
| Jamaika             | – | Martinique          | 1:1 (1:1) |
| 14. November        |   |                     |           |
| Martinique          | – | Haiti               | 0:3 (0:0) |
| Jamaika             | – | Antigua und Barbuda | 3:0 (2:0) |
| 16. November        |   |                     |           |
| Antigua und Barbuda | – | Martinique          | 0:2 (0:0) |
| Jamaika             | – | Haiti               | 2:0 (2:0) |

## Final-Runde

### Spiel um Platz 3
|                             |   |       |           |
| 18. November in Montego Bay |   |       |           |
| Kuba                        | – | Haiti | 1:2 (0:0) |

### Finale
|                             |   |         |                      |
| 18. November in Montego Bay |   |         |                      |
| Trinidad und Tobago         | – | Jamaika | 0:0 n. V., 3:4 i. E. |